# Cuité (ort)
Cuité är en ort i Brasilien.   Den ligger i kommunen Cuité och delstaten Paraíba, i den östra delen av landet, 1 600 km nordost om huvudstaden Brasília. Cuité ligger 670 meter över havet och antalet invånare är 11 391.
Terrängen runt Cuité är platt åt sydväst, men åt nordost är den kuperad. Cuité ligger uppe på en höjd. Cuité är det största samhället i trakten.
Omgivningarna runt Cuité är huvudsakligen savann. Runt Cuité är det ganska glesbefolkat, med 34 invånare per kvadratkilometer.